# Mesochorus bituberculatus
Mesochorus bituberculatus là một loài tò vò trong họ Ichneumonidae.